# Малкълм Йънг
Малкълм Мичъл Йънг (на английски: Malcolm Mitchell Young, 6 януари 1953 г. – 18 ноември 2017 г.) е австралийски музикант, китарист на австралийската хардрок група AC/DC. Той е в състава още от самото ѝ основаване през 1973 година.

## Биография
Заради причини през 1963, семейството му се мести от Шотландия в Австралия. Още докато ходи на училище се научава да свири първо на акустична, след това на електрическа китара. Брат му Джордж Йънг му дава важни музикални уроци по китара. Малкълм напуска училище на 15-годишна възраст и сформира своите първи групи, но без особен успех. 1973 заедно с брат си Ангъс Йънг образуват групата AC/DC. Наричат групата на името на шевната машина на сестра им.
От множество фенове и журналисти е смятан за един от най-великите китаристи в света.